# Bernard Labourdette
Bernard Labourdette (Lurbe-Saint-Christau, 13 de agosto de 1946- Lurbe-Saint-Christau, 20 de julio de 2022) fue un ciclista francés, que fue profesional entre 1969 y 1977. Su principal victoria fue una etapa en el Tour de Francia de 1971.

## Palmarés
1969
- 1º en Lubersac

1970
- 1º en Beaulec
  - Vencedor de una etapa de la Vuelta a La Rioja

1971
- 1º en Bain-de-Bretagne
- 1º en Meymac
- Vencedor de una etapa en el Tour de Francia
- Vencedor de una etapa de la Vuelta en el País Vasco
- Vencedor de una etapa del Critèrium del Dauphiné Libéré

1972
- 1º en Dunières
- 1º en Pommerit-le-Vic
- 1º en la Etoile des Espoirs

1973
- 1º en Auzances

## Resultados en Grandes Vueltas
Durante su carrera deportiva ha conseguido los siguientes puestos en las Grandes Vueltas:
| Carrera         | 1969 | 1970 | 1971 | 1972 | 1973 | 1974 | 1975 | 1976 |
| --------------- | ---- | ---- | ---- | ---- | ---- | ---- | ---- | ---- |
| Giro de Italia  | -    | -    | -    | -    | -    | -    | -    | -    |
| Tour de Francia | 25º  | 33º  | 8º   | Ab.  | 21º  | 20º  | Ab.  | 41.º |
| Vuelta a España | -    | -    | 17º  | 10º  | 14º  | -    | -    | -    |

-: no participa

Ab.: abandono